# Seznam řek v Lotyšsku
Seznam řek v Lotyšsku (lotyšsky řeka upe) obsahuje řeky, které mají na území Lotyšska délku 100 km a více a také některé kratší.

## Tabulka řek
| Poř. | Řeka          | Délka (km) | Povodí (km²) | Ústí do      | Ústí kde       |
| ---- | ------------- | ---------- | ------------ | ------------ | -------------- |
| 1.   | Gauja         | 452        | 8 900        | Rižský záliv | ... (Lotyšsko) |
| 2.   | Daugava       | 352        | 87 900       | Rižský záliv | ... (Lotyšsko) |
| 3.   | Ogre          | 188        | 1700         | Daugava      | ... (Lotyšsko) |
| 4.   | Venta         | 178        | 11 800       | Baltské moře | ... (Lotyšsko) |
| 5.   | Iecava        | 139        | 1166         | Lielupe      | ... (Lotyšsko) |
| 6.   | Pededze       | 131        | 1690         | Aiviekste    | ... (Lotyšsko) |
| 7.   | Abava         | 129        | 2042         | Venta        | ... (Lotyšsko) |
| 8.   | Dubna         | 120        | 2780         | Daugava      | ... (Lotyšsko) |
| 9.   | Mazā Jugla    | 119        | 679          | Jugla        | ... (Lotyšsko) |
| 10.  | Lielupe       | 119        | 17600        | Rižský záliv | ... (Lotyšsko) |
| 11.  | Rēzekne       | 116        | 2066         | Lubanas      | ... (Lotyšsko) |
| 12.  | Mēmele        | 116        | 4047         | Lielupe      | ... (Lotyšsko) |
| 13.  | Malta         | 115        | 730          | Rēzekne      | ... (Lotyšsko) |
| 14.  | Aiviekste     | 114        | 9300         | Daugava      | ... (Lotyšsko) |
| 15.  | Dienvidsusēja | 114        | 1210         | Mēmele       | ... (Lotyšsko) |
| 16.  | Bērze         | 109        | 915          | Svēte        | ... (Lotyšsko) |
| 17.  | Misa          | 108        | 970          | Iecava       | ... (Lotyšsko) |
| 18.  | Stende        | 100        | 1100         | Irbe         | ... (Lotyšsko) |
| #.   | Svēte         | 72         | 2274         | Lielupe      | ... (Lotyšsko) |
| #.   | Rītupe        | 56         | 3000         | Velikaja     | ... (Rusko)    |
| #.   | Ludza         | 29         | 1570         | Utroja       | ... (Rusko)    |
| #.   | Mūsa          | 26         | 5463         | Lielupe      | ... (Lotyšsko) |